# Клапје (Аверон)
Клапје (фр. Clapier) насеље је и општина у јужној Француској у региону Миди Пирене, у департману Аверон која припада префектури Мијо.
По подацима из 2011. године у општини је живело 75 становника, а густина насељености је износила 3,83 становника/km². Општина се простире на површини од 19,6 km². Налази се на средњој надморској висини од 648 метара (максималној 803 m, а минималној 459 m).

## Демографија
| 1962. | 1968. | 1975. | 1982. | 1990. | 1999. | 2011. |
| ----- | ----- | ----- | ----- | ----- | ----- | ----- |
| 73    | 96    | 79    | 71    | 67    | 65    | 75    |

График промене броја становника у току последњих година